# Dolce amore
Dolce amore est une série télévisée philippine diffusée entre le 15 février et le 26 août 2016 sur l'ABS-CBN.

## Synopsis
Serena (Liza Soberano) est une belle jeune femme italienne qui a été adoptée par un riche père italien quand elle était encore enfant. Alors qu'on veut la contraindre à un mariage arrangé, elle fuit vers les Philippines, un pays qui l'a fasciné depuis son plus jeune âge grâce aux histoires que lui racontaient sa nourrice philippine et son correspondant vivant aux Philippines. Une fois arrivée aux Philippines, elle rencontre son correspondant et tombe amoureuse de lui. Tenten (Enrique Gil) est un garçon pauvre et travailleur de Manille qui a été forcé de prendre des emplois non conventionnels pour soutenir sa famille.

## Distribution

### Acteurs principaux
- Enrique Gil : Simon Vicente Ibarra, dit Tenten
  - Marc Santiago : Simon Vicente Ibarra, dit Tenten (jeune)
- Liza Soberano : Serena Marchesa / Monica Urtola
  - Hannah Lopez Vito : Serena Marchesa (jeune)

### Acteurs secondaires
- Matteo Guidicelli : Gian Carlo De Luca
- Cherie Gil : Luciana Marchesa
- Sunshine Cruz : Alice Urtola
- Edgar Mortiz : Ruben "Dodoy" Ibarra
- Rio Locsin : Pilita "Taps" Ibarran.
- Kean Cipriano : Binggoy Ibarra
- Ruben Maria Soriquez : Roberto Marchesa
- Andrew E. : Eugene "Uge" Urtola
- Sue Ramirez : Angela "Angel" Urtola
- Joseph Marco : River Cruz

### Autres acteurs
- Hanna Ledesma : Sarah G.
- Frenchie Dy : Yaya Melds
- Jeffrey Tam : Jeijei
- Eslove Briones : Marky
- Matteo Tosi : Señor Silvio De Luca
- Laurence Mossman : Señor Mossman
- Rommel Padilla : Cardo
- Robert Villar : Franco
- Francine Prieto : Claudia Buenaventura
- James Lobo : Mark
- Ana Feleo : Adelina
- Boom Labrusca : Roger
- Earl Ignacio : Leo
- Vangie Labalan : Lola B
- Miguel Faustman : Lolo Fio
- Eric Nicolas : Lapid
- Bituin Escalante : Lota
- Hyubs Azarcon : Buboy
- Gilette Sandico : Glenda
- Alvin Anson : Favio De Luca

### Participations spéciales
- Calvin Abueva : joueur de basketball
- Beau Belga : joueur de basketball
- Paulo Hubalde : joueur de basketball
- Callalily : la bande de Binggoy
- Maxine Eigenmann : Luciana Marchesa (jeune)
- AJ Dee : Marco (jeune)